# Barbara Miodońska
Barbara Miodońska, (ur. 1933, zm. 15 sierpnia 2023) – polska historyk sztuki. Specjalizowała się w średniowiecznym malarstwie książkowym polskim i europejskim oraz w polskiej ikonografii politycznej XV–XVI w.
Związana z Polską Akademią Nauk, tytuł profesora uzyskała w 1995.

## Publikacje[2]
- Iluminacje krakowskich rękopisów z I. połowy w. XV w Archiwum Kapituły Metropolitalnej na Wawelu, Kraków 1967 (Biblioteka Wawelska 2)
- Rex Regum i Rex Poloniae w dekoracji malarskiej graduału J. Olbrachta i pontyfikału Erazma Ciołka. Z zagadnień ikonografii władzy królewskiej w sztuce polskiej wieku XVI, Kraków 1979
- Miniatury Stanisława Samostrzelnika, wyd. Biblioteka Narodowa, Warszawa 1983
- Małopolskie malarstwo książkowe 1320-1540, Warszawa 1993
- Puławska kolekcja rękopisów iluminowanych księżnej Izabeli Czartoryskiej [katalog wystawy ; współaut. Katarzyna Płonka-Bałus]. Jubileusz Muzeum Książąt Czartoryskich 1801-2001. Kraków 2001, ss. 81
- Śląskie malarstwo książkowe; Małopolskie malarstwo książkowe [w:] Malarstwo gotyckie w Polsce, t. 1-3, Warszawa 2004